# طلال عسيري
طلال عسيري لاعب سعودي من مواليد مدينة جدة. كانت بداياته مع نادي الاتحاد ومثله في عدة مواسم بعدها انتقل إلى نادي نجران في صيف 2011-2012 ومثله أساسياً بعدها في بداية 2012 وقع عقد مع نادي النصر السعودي لمدة 5 سنوات ونصف، يلعب في مركز الظهير الأيمن وسبق أن اختير للمنتخب السعودي في بعض المناسبات لكنه لم يمثله في أي مباراة.

## وصلات خارجية
- طلال عسيري على موقع ناشيونال فوتبول تيمز (الإنجليزية)